# Григорије Иконописац
Григорије Иконограф (XI—XIII век) - монах Кијево-Печерског манастира. Света Руска Црква, поштује га у чину светитеља, празнује се 8. августа (по јулијанском календару)  и 28. септембра (Сабор преподобних отаца Кијево-Печерске лавре). Тачно време Григоријевог живота није познато, различити извори наводе датуме смрти Светог Григорија 1074. или 1105. године.
Григорије је био иконописац, а неки аутори га сматрају сарадником монаха Алипија, што не потврђују ниједан извор. У древној споменици Кијево-печерског манастира (15. век) помиње се иконописац Григорије, а први га је именовао иконописац у првом издању Кијево-печерског патерикона (1661), који садржи план Блиских пећина манастира са назнаком где се налазе мошти Светог Григорија. „Опис руских светаца“, познат са спискова касног 17. века, укључује Григорија међу кијевске светитеље. „Приповест о светим иконописцима“, написана почетком 18. века, о њему извештава: "Преосвећени отац Григорије Печерски, кијевски иконописац, насликао је многе чудотворне свете иконе, чак и овде нађене у руској земљи, светитељ поста Преосвећеном Алимпију. Нетруленост почива у пећинама".
Поштовање у целој цркви почело је након што је Свети Синод у другој половини 18. века дао дозволу да се имена једног броја кијевских светаца унесу у општецрквене месечне календаре.
Иконографски оригинал (крај 18. века) указује да Григорија треба приказати на следећи начин: „Рус, брате Златоустове, на глави је црна капуља, монашка одежда, испод одежде, са прстима десне руке горе, лева притиснута уза себе, а десна нога стоји усправно.”